# Wimbledonmästerskapen 1976
Wimbledonmästerskapen 1976 anordnades mellan 21 juni och 3 juli. Detta är i efterhand ihågkommet som den första där Björn Borg tog hem segern.

## Mästare

### Herrsingel
Björn Borg besegrade  Ilie Năstase, 6-4, 6-2, 9-7

### Damsingel
Chris Evert besegrade  Evonne Goolagong Cawley, 6-3, 4-6, 8-6

### Herrdubbel
Brian Gottfried /  Raúl Ramírez besegrade  Ross Case /  Geoff Masters, 3-6, 6-3, 8-6, 2-6, 7-5

### Damdubbel
Chris Evert /  Martina Navrátilová besegrade  Billie Jean King /  Betty Stöve, 6-1, 3-6, 7-5

### Mixed dubbel
Tony Roche /  Françoise Durr besegrade  Dick Stockton /  Rosie Casals, 6-3, 2-6, 7-5

## Juniorer

### Pojksingel
Heinz Gunthardt besegrade  Peter Elter, 6-4, 7-5

### Flicksingel
Natasha Tjmyreva besegrade  Marise Kruger, 6-3, 2-6, 6-1